# Толстихин, Алексей Иванович
Алексей Иванович Толстихин (1 февраля 1917 — 22 июня 1992) — командир расчёта 120-мм миномёта 1292-го стрелкового полка (113-я стрелковая дивизия, 57-я армия, 3-й Украинский фронт) сержант, участник Великой Отечественной войны, кавалер ордена Славы трёх степеней.

## Биография
Родился 1 февраля 1917 года в селе Тюхтет Мариинского уезда Томской губернии, ныне Тюхтетском районе Красноярского края. Русский. Окончил только начальную школу. Отец имел конный двор, возил почту в Красноярск, Абакан, Минусинск, Новосибирск. В 1931 году был раскулачен — конфисковали всех лошадей, дом, конюшни, гужевой транспорт.
В 1932 году семья перебралась в город Боготол, где при содействии работников почти выделил небольшой домик. Здесь, вслед за отцом, поступил работать разнорабочим в локомотивное депо станции Боготол. В 1933 окончил школу фабрично-заводского ученичества, работал слесарем. С началом Великой Отечественной войны мобилизации не подлежал, как работник железной дороги имел бронь.
В августе 1942 года был призван в Красную Армию Боготольским. В запасном полу освоил специальности миномётчика. В боях Великой Отечественной войны с сентября 1942 года. Воевал на Западном, Юго-Западном, Степном и 3-м Украинском фронтах.
К лету 1943 года младший сержант Толстихин сражался в рядах 1292-го стрелкового полка 113-й стрелковой дивизии наводчиком 120 мм миномёта. В составе этого полка прошёл до конца войны.
Первые боевые награды заслужил в боях за освобождение левобережной Украины летом и осенью 1943 года. В наступательных боях с 9 по 31 августа участвовал в отражении нескольких контратак, уничтожил до 100 гитлеровцев. При занятии села Константиновка разбил машину с военным грузом. Награжден медалью «За отвагу».
14 октября 1943 года в бою за село Тарасовка (Днепропетровская область) метким огнём из миномёта подбил танк и автомашину. Под сильным огнём противника не оставлял своего боевого поста, подавая пример остальным номерам расчёта. Был представлен к награждению орденом Красной Звезды, награждён второй медалью «За отвагу».
В августе 1944 года в боях Ясско-Кишинёвской операции сержант Толстихин уже командовал миномётным расчётом. Член ВКП(б)/КПСС с 1944 года.
20 августа 1944 года при прорыве переднего края обороны противника в районе села Киркаешты (Каушанский район Молдавии) сержант Толстихин со своим расчётом метким огнём уничтожил 2 пулемётные точки противника с их расчётами. 22 августа в районе железнодорожной станции Каушаны, при отражении контратаки сержант Толстихин, работая за командира расчёта и наводчика, сильным сосредоточенным огнём отсёк пехоту от танков, уничтожил до 15 гитлеровцев. Контратака была отбита, пехота быстро заняла станцию.
Приказом по частям 113-й стрелковой дивизии от 10 октября 1944 года (№ 33/н) сержант Толстихин Алексей Иванович награждён орденом Славы 3-й степени.
13 октября 1944 года в боях на подступах к городу Крагуевац (региона Шумадия, Сербия) сержант Толстихин заменил выбывшего из строя командира огневого взвода. Миномётчики под его командованием успешно отразили, уничтожив до 25 гитлеровцев. 18-19 октября в боях за город, работая одновременно за командира отделения и наводчика, беглым огнём накрыл контратакующую группу противника, было уничтожено до 60 вражеских солдат.
Приказом по войскам 57-й армии от 31 декабря 1944 года (№ 211/н) сержант Толстихин Алексей Иванович награждён орденом Славы 2-й степени.
7 марта 1945 года при отражении контратаки противника у населённого пункта Надьбойом (южнее озера Балатона, Венгрия) сержант Толстихин заменил раненого наводчика. Метким огнём с двух мин подбил вырвавшееся вперёд самоходное орудие, перенеся огонь на вражескую пехоту, уничтожил до 25 вражеских солдат, подавил огонь пяти пулемётных точек. Своими действиями дал возможность пехоте отразить атаку противника. Был представлен к награждению орденом Славы 1-й степени.
День Победы встретил в столице Австрии городе Вена. После окончания боевых действий некоторое время боестолкновения с недобитыми гитлеровцами продолжались. В одном из таких боёв старшина Толстихин был тяжело ранен в голову, первый и единственный раз за войну.
Указом Президиума Верховного Совета СССР от 29 июня 1945 года сержант Толстихин Алексей Иванович награждён орденом Славы 1-й степени. Стал полным кавалером ордена Славы.
Провёл в госпиталях больше полугода, был признан инвалидом 1-й группы (стойкий правосторонний паралич). В феврале 1946 года старшина Толстихин демобилизован.
Вернулся в Боготол. Восстановил силы (по словам родных они узнали об инвалидности только после его смерти) и снова пришёл в локомотивное депо, где проработал слесарем 22 года. Затем по состоянию здоровья (головные боли не позволили трудиться в закрытом помещении) перешёл в леспромхоз, где проработал ещё 7 лет. Жил в городе Боготол.
Скончался 22 июня 1992 года. Похоронен в Боготол.

## Награды
- Орден Отечественной войны I степени (11.03.1985)[4];
- Полный кавалер ордена Славы:
  - орден Славы I степени (29.06.1945)[5];
  - орден Славы II степени (31.12.1944)[6];
  - орден Славы III степени (10.10.1944)[7];
- медали, в том числе:
  - «За отвагу» (01.09.1943)[8]
  - «За отвагу» (30.11.1943)[9]
  - «За взятие Вены» (9.5.1945)
  - «За победу над Германией в Великой Отечественной войне 1941—1945 гг.» (9 мая 1945[10])
  - «20 лет Победы в Великой Отечественной войне 1941—1945 гг.» (7 мая 1965[11])
  - «30 лет Победы в Великой Отечественной войне 1941—1945 гг.»[12]
  - «50 лет Вооружённых Сил СССР» (26 декабря 1967[13])
- Знак «25 лет победы в Великой Отечественной войне» (1970)

## Память
- На могиле установлен надгробный памятник
- Его имя увековечено в Главном Храме Вооружённых сил России, и навсегда запечатлено на мемориале «Дорога памяти»